# Dreieckssaat

Dreieckssaat

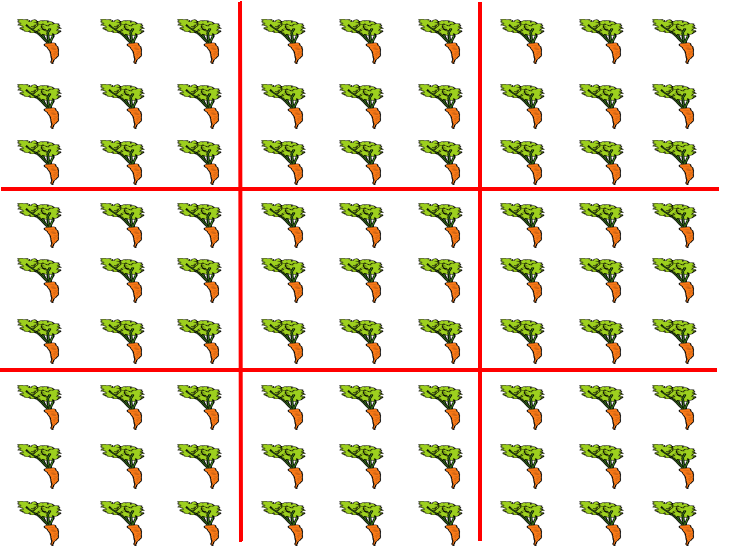
Parallelsaat

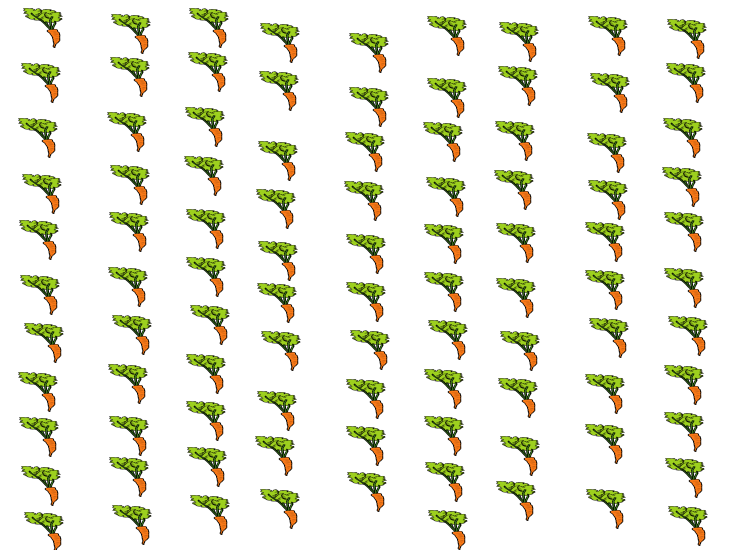
Übliche Standraumverteilung

Als Dreieckssaat wird ein Verfahren bezeichnet, bei dem Nutzpflanzen durch eine Pflanzung in Dreiecken in alle Richtungen der gleiche Raum für Wachstum zur Verfügung steht. In Nutzgärten wird dieses Pflanzverfahren oft bei Gemüse angewendet.

## Vorteile
Die gleichmäßige Standraumverteilung hat viele positive Effekte. Es ergibt sich eine gleichmäßigere Nutzung der im Boden vorhandenen Nährstoffe sowie eine bessere Ausnutzung von Sonnenlicht und Wasser. Durch den im Vergleich zum konventionellen Anbau größeren Abstand in der Reihe, ergibt sich eine bessere Durchlüftung des Bestandes und somit weniger Probleme durch Schaderreger. Typische Nachteile von Reihenkulturen wie Erosion zwischen den Pflanzenreihen können stark vermindert werden.
Bei konsequenter, korrekt ausgeführter Dreieckssaat kann die Pflanze von vier Seiten aus, jeweils diagonal zu der üblichen Bearbeitungsrichtung, gehackt werden.
Durch das Hacken mit herkömmlichen Hackmaschinen in Längs- und Querrichtung können 95 % der Bodenoberfläche bearbeitet werden. In einem zweijährigen Versuch konnte so die Bekämpfungsrate um 20 % auf 78 % gesteigert werden. Angesichts der Forderungen nach Reduktion des Pflanzenschutzaufwandes sowie Problemen mit der Bekämpfung mancher Unkräuter ist solche eine Entwicklung zu begrüßen.

## Parallelsaat
Die Parallelsaat ist vergleichbar mit der Dreiecksaat, jedoch werden hier die Nutzpflanzen parallel der üblichen Bearbeitungsrichtung angeordnet.

## Reihenengsaat als Kompromiss
Mit Reihenengsaat wird versucht, die Vorteile von Dreieckssaat weitgehend zu erreichen bei gleichzeitig geringerem technischen Aufwand. Vor allem bei Mais gibt es in der Praxis einige Ansätze mit dem halben Reihenabstand von 37,5 cm statt der üblichen 75 cm zu arbeiten.
Durch die gleichmäßigere Pflanzenanordnung ist es einfacher, Fahrgassen entsprechend der vorhandenen Pflegetechnik anzulegen. Technisch entstehen jedoch einige Probleme: Das Düngerband wird nicht so konzentriert an die Pflanzen herangelegt. Durch die doppelte Anzahl Säaggregate erhöht sich das Gewicht deutlich. Durch den engeren Abstand der Aggregate müssen die Antriebsräder versetzt werden. Zudem verringert sich der seitliche Platz, sodass je nach Maschinentyp die Restentleerung, Wartung oder auch die Ausweichmöglichkeiten bei Hindernissen im Saatbett verschlechtert werden.

## Entwicklungen
Mit der Technik GEOseed von Kverneland ist es möglich jedem einzelnen Saatkorn eine GPS-Position zuzuordnen. Somit ist neben Parallelsaat und Dreieckssaat auch die Anlage von Maislabyrinthen oder Werbelogos einfach möglich.
Das Institut für Landtechnik der Universität Bonn ist zuversichtlich zusammen mit der landtechnischen Industrie das Verfahren der Anlage von Quadratverbänden in Zuckerrüben um das Jahr 2015 zur Praxisreife zu führen.